# Заир (книга)
«Заир» — роман 2005 года писателя Пауло Коэльо.
Название романа (и понятие) «Заир» позаимствовано Пауло Коэльо у Борхеса (из одноимённого рассказа). В исламской мистике за(х)ир — это однажды увиденный человеком (или несколькими людьми) образ, который остаётся в сознании и постепенно вытесняет из сознания всё остальное. Заир заканчивается сумасшествием (или просветлением). Таким заиром может быть монетка, тигр или пропавшая жена.

## Сюжет
У главного героя бесследно исчезает жена. Он перебирает в уме все возможные варианты — похищение, шантаж, — но только не то, что Эстер могла бы просто уйти от него, не сказав ни слова. Постепенно мысль о ней становится наваждением. После долгих и мучительных поисков он осознает, что любовь — это прежде всего свобода, и это понимание в конце концов приводит его к любимой…